# Jet Force Gemini
Jet Force Gemini es un juego de ciencia ficción de acción en tercera persona lanzado para Nintendo 64, desarrollado por Rare, apoyado por Nintendo (esto se puede ver en la presentación, el cual no demuestra licencia de Nintendo, sino más bien, el hecho de quien lo hizo) y publicado por la misma el 11 de octubre de 1999. En la aventura, el jugador atraviesa numerosos y variados planetas eliminando hormigas alienígenas (o Drones) e intentando salvar una raza llamada Tribals, la cual ha sido esclavizada por Mizar, quien representa el enemigo final y líder del ejército de Drones. 
El juego es especial en el sentido de que dos jugadores pueden jugar simultáneamente y de forma cooperativa en el modo de aventura. Existe además un modo multiplayer en el cual se pueden enfrentar hasta cuatro jugadores en forma simultánea, abarcando modos clásicos de destrucción como deathmatch. También existe un modo de carreras en el multijugador y otro de tiro al blanco o shooter sobre raíles. Jet Force Gemini comparte elementos de shooters en primera persona y plataformas.

## Historia
El juego comienza con Juno, Vela y Lupus, miembros del escuadrón Jet Force Gemini, siendo testigos de un ataque al planeta Goldwood (hogar de los pacíficos tribals, que además son aliados de la Jet Force) por las fuerzas de Mizar. Mizar es un tirano que busca invadir el universo y esclavizar a la raza de los tribals, pero la Federación no quiso comprometerse y ahora está fuera de control.
Poco después, la nave de la Jet Force Gemini sufre una explosión. Es una nave enemiga, que ha atracado en las destruidas puertas de la bahía de carga, y de ella salen cientos de Drones. Ya que es la última nave de la Jet Force que queda en pie, deciden no esperar órdenes de la Federación y actuar por su cuenta. Los tres abandonan la nave y siguen sus propios caminos independientes para poner fin a la invasión y enfrentarse a Mizar. En un principio, Juno es el único personaje jugable, pero tras avanzar en la aventura, podrá liberarse a Vela (la hermana gemela de Juno), que está prisionera en una celda del nivel SS Anubis. Más tarde, Vela se reúne con el último miembro del Jet Force Gemini, un perro medio ciborg llamado Lupus. También es necesario hacerse con Floyd, un robot volador que traicionó a las fuerzas de Mizar y lo pagó caro. El primer objetivo del juego es conseguir que Juno, Vela y Lupus lleguen al Palacio de Mizar siguiendo cada cual su propia ruta. 
Los tres al final llegan a la guarida de Mizar, y Lupus será el elegido para luchar contra él. Sin embargo, antes de ser vencido definitivamente, Mizar huye a un asteroide. Desde su nuevo escondite, Mizar programa al asteroide para que colisione contra la Tierra. En este punto, Jeff (que es el líder de los tribals), ayudará a la Jet Force Gemini proporcionándoles una nueva armadura mejorada, que incluye la capacidad de vuelo. Además, les proporciona una nave nueva (llamada Starship) para que lleguen hasta Mizar antes de que el asteroide choque contra la Tierra, pero esta nave necesita 12 piezas para funcionar. En este punto, el nuevo objetivo del juego es hacerse con las 12 piezas, volviendo a mundos ya visitados con personajes diferentes y buscando rutas secretas. La última pieza la tiene el propio Jeff, pero no la entregará hasta que todos los tribals sean rescatados.
Y una vez reparada la Starship, la Jet Force Gemini junto con el Rey Jeff, van a la guarida de Mizar. Se produce entonces la última lucha a muerte contra Mizar, en la que Floyd se sacrificará por el bien común. Finalmente, Vela, Juno y Lupus son recibidos como héroes.

## Personajes principales
- Juno - El primer personaje jugable. Es un personaje masculino cuyos padres fueron asesinados por piratas espaciales. En el manual del juego se menciona que además de proteger a sus compañeros de equipo, el principal objetivo de Juno es oponer resistencia a Mizar, quien pretende instaurar su orden en la galaxia. Juno cuenta con una armadura especial que le permite sumergirse o también caminar sobre lava. El nombre de este personaje se debe al asteroide Juno.

- Vela - La hermana gemela de Juno y el segundo personaje jugable. Su misión es proteger a su hermano y ayudarle en la batalla contra Mizar y su imperio. Ella tiene la capacidad de nadar bajo el agua indefinidamente. Conforme avanza el juego, Vela obtendrá un exoesqueleto mecánico similar al de su hermano, el cual cuenta con propulsores y le permite volar. Su nombre se debe a la constelación Vela.

- Lupus - El tercer personaje jugable. Es la mascota del equipo Jet Force Gemini. Lupus está equipado con propulsores bajo sus patas, los cuales le permiten flotar en el aire por algunos segundos, y un cañón sobre su espalda. Conforme avanza el juego, Lupus se transformará y obtendrá un exoesqueleto mecánico, el cual transforma al personaje básicamente un tanque que deja a la vista solo la cabeza del personaje; esta herramienta además de brindarle protección al cuerpo de Lupus, le da la capacidad de permanecer mayor tiempo en el aire gracias a sus propulsores. Este personaje debe su nombre a la constelación Lupus.

- Floyd - Un pequeño robot integrante de las fuerzas de invasión de Mizar. Tras traicionar a este y sacrificarse por una familia de Tribals a punto de ser fusilada a manos de Drones, Floyd recibe la ayuda de Juno, con quien se alía para derrocar a Mizar y sus fuerzas. Durante la aventura, un segundo jugador puede controlar a Floyd para ayudar de forma cooperativa al primero, quien controla al personaje principal. Floyd se caracteriza por contar con una pequeña hélice, la cual le permite estar permanentemente levitando, y dos pequeños cañones que disparan rayos. La principal ventaja de este personaje es que cuenta con munición ilimitada y mira automática, a pesar de que su arma es una sola, no puede ser reemplazada durante el juego. Floyd también cuenta con un sensor que se activa cuando hay enemigos cerca, al activarse este sensor, Floyd parpardea unas luces rojas y emite un pequeño sonido de alerta.

Curiosidad: Su nombre hace parentesco con el personaje de MOTHER (NES): Lloyd
- El rey Jeff - Es líder de los Tribals, elegido por haber nacido con extraños poderes. Su apariencia es la de un chamán. Cuenta con una piel de Drone como vestimenta y utiliza un bastón que le brinda poderes mágicos. Intentando defender a su pueblo en el mundo pantanoso de Tawfret, causa un accidente que convierte en zombis a los Drones.

- Mizar - El gobernante de los Drones y el principal villano del juego. Su principal objetivo es apoderarse de la galaxia y gobernar a tantas especies como le sea posible, valiéndose para ello de su ejército. Su nombre se debe a una estrella que compone la constelación de la Osa Mayor.

- Drones - Son el grueso de las tropas de Mizar. Estos peones desechables, producidos en masa, vienen en diferentes tamaños y vestuarios. Las dos formas más comunes son los Soldados Drone, que atacan o patrullan el territorio ocupado en grupos, y los Drones Francotiradores, que tienden emboscadas en puntos clave.

- Tribals  - Uno de los principales objetivos de Jet Force Gemini es la liberación de los tribals. Es una raza pacífica con aspecto de oso blanco de grandes ojos. Son esclavizados por las tropas de Mizar.

## Desarrollo
Juno y Vela fueron diseñados originalmente en un estilo más caricaturizado, esto es, más pequeños y con cabezas más grandes. Posteriormente fueron evolucionando en términos de diseño hasta consolidarse como personajes de apariencia seria. Sin embargo, aún en el juego definitivo pueden utilizarse como personajes jugables algunos modelos caricaturizados similares a los antiguos gracias a la utilización de cheats o trucos.
Son 15 planetas/misiones los que tiene este juego 
el territorio de JUNO tiene 6 
, el territorio de VELA tiene 4 y 
el territorio de LUPUS tiene 3 
más el de MIZAR'S PALACE que se encuentra en el territorio de los 3 personajes 
y el último que es el ASTEROID la última misión del juego 
Jet Force Gemini no soporta Expansion Pack, si bien en un principio Rare declaró que existía la posibilidad de que fueran compatibles. El juego, sin embargo, se diseñó para poder ser utilizado junto al Rumble Pack.
Jet Force Gemini fue originalmente previsto para el 31 de agosto de 1999, pero fue aplazado al 27 de septiembre con el fin de dar tiempo a los programadores para afinar algunos detalles finales. Sin embargo el juego se volvió a aplazar, anunciándose su salida definitiva para el 11 de octubre, esto por retrasos en la manufactura.
No se conoce mucho sobre la secuela de Jet Force Gemini pero en algunas páginas se puede apreciar el Jet Force Gemini Critical Aftermath el cual podría ser la secuela de esta saga.

## Mundos principales
- Goldwood: Un tranquilo planeta similar al planeta Tierra de bosques donde viven la mayoría de los tribals en paz con sus vecinos. Es el primer objetivo de Mizar.
- S.S Anubis: Una enorme nave de carga, ahora abandonada, pero en su día formaba parte de la flota de Mizar. Sin embargo, es posible que sigan a bordo algunos rezagados.
- Tawfret: En su día fue un pacífico y soleado mundo de campos de cultivo y pantanos, Tawfret y sus esparcidas colonias de Tribals se enfrentan al mayor peligro jamás conocido.
- Nave de Batalla Sekhmet: Responsable últimamente del éxito de los ataques contra Goldwood, Sekhmet es un punto clave de la vanguardia del ejército Drone.
- Cerulean: Un mundo parecido a Neptuno un mundo silencio y de fríos desiertos parecidos a Urano. La arena azul se extiende hasta el horizonte, salpicada por las ruinas de una civilización perdida en la historia.
- Base Militar de Ichor: Éste es el puesto militar más grande de Mizar, construido casi de la nada por los Drones que ahora llenan sus barracones.
- Spawnship: Se dice que esta misteriosa y desarmada nave es un centro de reproducción del interminable ejército de Drones. Si esto es cierto, entonces el peligro es doble: ¡Hasta la caída de Mizar no impedirá que esos asesinos insectoides entren en el espacio a miles!
- Rith Essa: Un planeta parecido a la Tierra de escarpados acantilados y de increíbles cañones parecidos al Himalaya, casi tan famoso por sus espectaculares vistas como por sus ricas operaciones mineras.
- Eschebone: Lleno de antiguos y activos volcanes parecido al satélite Ío de  Júpiter , y de espeluznantes formas de vida alienígena que, según cuentan, no son muy amables con los intrusos. Es un mundo tan inhóspito que ni siquiera Mizar tiene interés en agregarlo a su colección.
- El Palacio de Mizar: El centro de gobierno del tirano y el último lugar de encuentro de Juno, Vela y Lupus.

## Relanzamientos
El 4 de agosto de 2015, Jet Force Gemini fue relanzado en Xbox One mediante el recopilatorio Rare Replay en el que se incluyen una gran tanda de juegos de Rare, actualmente es posible jugarlo junto a los demás juegos de la colección por medio de la retrocompatibilidad en Xbox Series X|S, así como también está disponible en el servicio de Xbox Game Pass.
El 30 de noviembre de 2023, Nintendo añadió el título para el catálogo de juegos de Nintendo 64 disponible mediante el servicio de Nintendo Switch Online + Paquete de Expansión, incluye su compatibilidad con pantalla Widescreen.

## La respuesta de la crítica
Jet Force Gemini en general recibió buenas críticas, aunque no tan elevadas como otros títulos de Rare como GoldenEye 007 y Perfect Dark. IGN le dio a Jet Force Gemini un 8,1/10, mientras que GameSpot le dio un 8,8/10. Gamestats le dio un 8,3/10 y lo ubicó en el puesto #30 en la lista de los mejores juegos de Nintendo 64.